# Monaldeschi
La casata dei Monaldeschi è una famiglia nobile di origine germanica radicatasi in Orvieto. Capostipite della famiglia fu un certo Monaldo, appartenente forse alla stirpe dei conti di Angiò ed il cui figlio Rodorico si insediò in Orvieto ai tempi dell'Imperatore Carlo Magno intorno all'809 d.C.
Dante Alighieri ricorda tale famiglia nella Divina Commedia, citando il conflitto che uno dei rami dei Monaldeschi intraprese con la famiglia dei Filippeschi per il predominio di Orvieto.
Monaldi e Filippeschi, uom sanza cura,

color già tristi, e questi con sospetti!»
(Dante Alighieri, Divina Commedia, Purg. VI))

## Stemma della famiglia
Sembra che lo stemma originario del capostipite Monaldo fosse di azzurro a un rastrello trasversale d'oro. Esso fu mutato dal figlio Rodorico (IX sec.) con l'aggiunta di altri due rastrelli trasversali d'oro e reso comune a tutti i discendenti.
Inoltre, i quattro rami discendenti dai quattro figli del Signore di Orvieto Ermanno (m. 1337) portavano la figura del corrispondente animale sul proprio stemma (Cervo, Vipera, Cane, Aquila).

## Origini
I genealogisti, nel corso dei secoli, hanno fornito almeno quattro versioni sulle origini della famiglia dei Monaldeschi.
Secondo la prima di esse (forse la più diffusa), la famiglia Monaldeschi sarebbe discesa da un conte tedesco venuto in Italia ai tempi di Carlo Magno e signore di diversi feudi nei pressi di Colonia. Uno dei figli di questi, di nome Monaldo, avrebbe dato origine ai Monaldeschi, mentre altri tre suoi fratelli sarebbero stati i capostipiti di altrettante famiglie fiorentine e senesi: i Cavalcanti ed i Calvi di Firenze, gli Orlandi-Malevolti di Siena.
La seconda versione leggendaria sancirebbe la discendenza in epoca carolingia della famiglia Monaldeschi da quella dei conti d'Angiò, ovvero dei Plantageneti. Gli antenati dei Monaldeschi avrebbero posseduto molti feudi e castelli nella provincia d'Angiò.
Un'altra versione proporebbe la discendenza dei Monaldeschi da un nobile cavaliere bizantino giunto in Orvieto con Belisario nel 536 per cacciare i Goti, durante la guerra gotica.
Infine un'ultima versione leggendaria li farebbe diretti discendenti della nobiltà etrusca.

## Storia

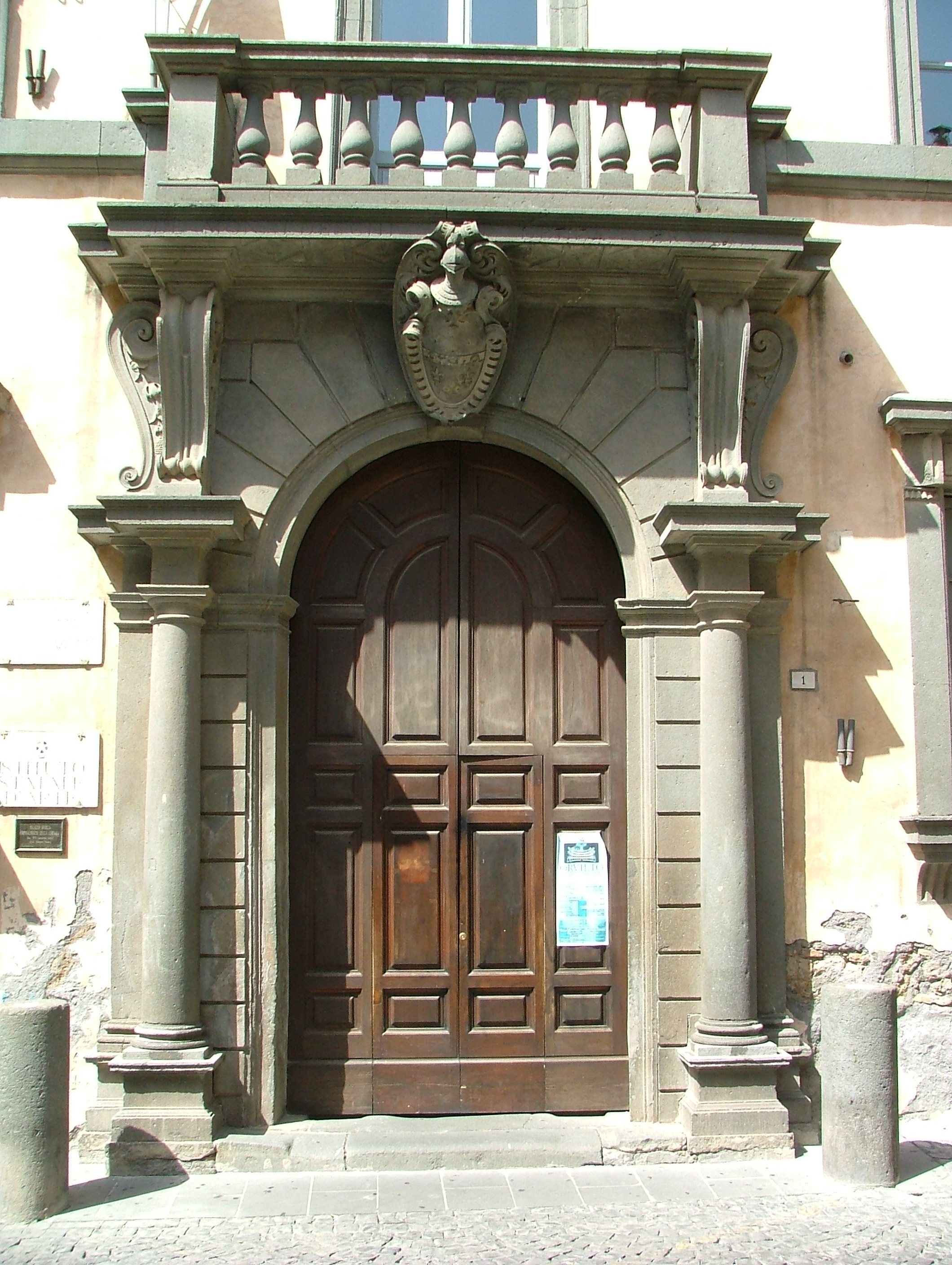
Orvieto, portale d'ingresso del palazzo Monaldeschi della Cervara-Marsciano

La lotta in Orvieto contro la famiglia Filippeschi si sviluppò con alterne fortune e con uccisioni e devastazioni reciproche. Nell'anno 1212, Monaldeschi e Filippeschi si scontrarono apertamente: ne seguirono stragi e distruzioni, che durarono per più di un secolo con queste due famiglie che si combattevano sia per avere il potere politico in città, sia per il predominio sui castelli e terreni della zona.
Ma il più famoso dei Monaldeschi fu certamente Ermanno, che dal 1334 al 1337 fu Signore assoluto di Orvieto, dimostrando in quegli anni una grande capacità diplomatica ed organizzativa, abolendo, però, la libertà. Alla morte di Ermanno la famiglia si divise in quattro rami: Monaldeschi della Cervara, Monaldeschi del Cane, Monaldeschi della Vipera e Monaldeschi dell'Aquila.
Tuttavia tra i quattro rami sorse un odio mortale. Nello stesso anno della morte di Ermanno Monaldeschi (1337) si verificarono gravi disordini in città, e, come era avvenuto nel 1313, dopo la battaglia vinta dai Monaldeschi, guelfi, a danno dei Filippeschi, ghibellini, si procedette alla demolizione di case, castelli, torri, palazzi già appartenuti ai Monaldeschi. Il 24 settembre 1347 fu emanato dal Comune di Orvieto un decreto per porre fine a queste devastazioni. I Monaldeschi erano ormai padroni di quasi tutto l'orvietano fino a Montalto, Orbetello, e l'isola del Giglio, ma divisi tra loro, si combattevano crudelmente per motivi di interesse. Nel giugno 1351 i Monaldeschi della Cervara fecero catturare un poveraccio della fazione della Vipera e lo uccisero in maniera talmente brutale nei sotterranei del castello di Torre Alfina che il suo corpo fu ridotto in pezzi così piccoli da farne cibo per i falconi. Le stragi reciproche proseguirono comunque per tutto il secolo.
Anche le liti fra Acquapendente ed Orvieto erano frequenti. Nel 1406 gli acquesiani, dopo la morte del Papa, presero Monte Rufeno e San Pietro Aquaeortus, bruciarono Marzapalo e danneggiarono Trevinano. Nel 1442 Aluisi Monaldeschi della Cervara si vide occupare il suo feudo di Torre Alfina dal capitano di ventura Ciarpellone, agli ordini di Francesco Sforza (poi Duca di Milano), e dovette pagare mille ducati d'oro per riavere i suoi beni. Nel 1527, anno del "sacco di Roma", Camillo Monaldeschi dovette vedersela con l'esercito di Carlo V in lotta con Francesco I per il predominio sull'Italia. Il suo esercito era composto da 13.000 Lanzichenecchi, soldati spagnoli ed avventurieri. Tra questi ultimi vi erano le soldataglie di Fabrizio Maramaldo, rimasto tristemente famoso nella storia per aver infierito su Francesco Ferrucci morente, nella battaglia di Gavinana La famigerata armata tedesca devastò la zona con rapine e saccheggi. Proceno, San Lorenzo e Grotte di Castro furono pesantemente colpite. Acquapendente si salvò grazie a donazioni di vettovaglie ai soldati. Mentre il grosso dell'armata depredava Roma, i soldati di Maramaldo imperversavano nella zona distruggendo le campagne dell'Alfina, forse istigati dai Vitozzi per far dispetto ai Monaldeschi loro avversari. Camillo Monaldeschi seppe però ben organizzare la resistenza: portò da Trevinano un gruppo di uomini bene armati e così il castello poté resistere all'assalto. La sorte di Onano fu ben diversa da quella di Torre Alfina. Preso a forza fu saccheggiato e bruciato, gli abitanti furono oggetto di stragi, uccisioni, ruberie e crudeltà di ogni genere.
Passato il ciclone dei lanzichenecchi, Camillo Monaldeschi si poté dedicare nuovamente al governo dei suoi vasti feudi. Ma nel 1592 Gianfrancesco Monaldeschi fu accusato e riconosciuto colpevole di aver dato asilo a ribelli e briganti. Papa Clemente VIII, confiscò a favore della Camera Apostolica metà della tenuta di Trevinano, tre quarti della restante proprietà fu venduta al Cardinale Giacomo Simoncelli, Vescovo di Orvieto il 26 giugno 1598. Forse i Monaldeschi non trovarono altro mezzo per pagare i loro debiti.
La decadenza della famiglia, iniziata intorno al XVI secolo, culminò nel 1664 con la cessione di Torre Alfina alla Camera apostolica, dopo di che non si hanno più notizie significative su di essa.

## Personaggi famosi
- Francesco Monaldeschi (?-1301), vescovo di Orvieto
- Ermanno Monaldeschi (1260 ca.-1337), politico[2]
- Beltramo Monaldeschi (?-1345), vescovo di Orvieto
- Monaldo Monaldeschi, amministratore apostolico di Orvieto
- Francesco Monaldeschi (?-1461), vescovo di Orvieto
- Giovanni Monaldeschi (1626-1657), diplomatico